# Administrativna podjela Sijera Leonea
Sijera Leone je administrativno podijeljen na tri razine. Prvu razinu čine tri provincije i jedna zona, drugu razinu čine 14 oblasti, dok treću razinu čini 149 plemenskih saveza.

## Provincije
Sijera Leone je podijeljen na tri provincije i Zapadnu zonu u kojoj se nalazi glavni grad države Freetown.
- Sjeverna provincija
- Južna provincija
- Istočna provincija
- Zapadna zona

## Oblasti
Provincije Sijera Leonea su podijeljene na 14 oblasti. Od kojih su 12 ruralnih, dok je glavni grad Freetown podijeljen na dvije oblasti. Svaka oblast ima jedno mjesto u sijeraleonskom parlamentu, koje pripada vođi oblasta.

## Plemenski savezi
Država je dodatno podijeljena na 149 plemenskih saveza. Vođe saveza imaju moć da "povećaju porez, kontroliraju pravosudni sustav, te dodjeljuju zemljište najvažniji resurs u ruralnim područjima."